# Drets del col·lectiu LGBT a São Tomé i Príncipe

Aquest és un articles sobre els drets LGBT a São Tomé i Príncipe. Les persones lesbianes, gais, bisexuals i transsexuals a São Tomé i Príncipe poden fer front als reptes legals que no experimenten els residents no LGBT. L'activitat sexual amb persones del mateix sexe és legal a São Tomé i Príncipe tant per a homes com per a dones. La nació és un dels 66 signants de la Declaració sobre orientació sexual i identitat de gènere de les Nacions Unides.

## Lleis relacionades amb l'activitat sexual entre persones del mateix sexe
Segons el Codi Penal de São Tomé i Príncipe que va entrar en vigor el novembre de 2012 les relacions sexuals consentides entre persones adultes del mateix sexe són legals.

## Reconeixement de les relacions homosexuals
Les parelles del mateix sexe no tenen reconeixement legal.

## Proteccions contra la discriminació
No hi ha protecció contra la discriminació per motius de d'orientació sexual o identitat de gènere.

## Obligacions internacional
São Tomé i Príncipe va signar el Pacte Internacional de Drets Civils i Polítics el 31 d'octubre 1995.

## Taula resum
| Activitat sexual legal amb el mateix sexe                     | (des de 2012) |
| Mateixa edat de consentiment                                  | (Des de 2012) |
| Lleis antidiscriminació en el discurs de l'odi i la violència | No            |
| Lleis antidiscriminació a la feina                            | No            |
| Lleis antidiscriminació en la prestació de béns i serveis     | No            |
| Matrimoni del mateix sexe                                     | No            |
| Reconeixement de les parelles del mateix sexe                 | No            |
| Adopció de fillastres per parelles del mateix sexe            | No            |
| Adopció conjunta per parelles del mateix sexe                 | No            |
| Prestació de servei militar per gais i lesbianes              |               |
| Dret legal a canviar de gènere                                |               |
| Accés a la fecundació in vitro per lesbianes                  | No            |
| Subrogació comercial per a parelles d'homes homosexuals       | No            |
| Permís per donar sang als MSMs                                | No            |